# 丹妮拉·佩雷斯

丹妮拉·佩雷斯

丹妮拉·费兰特·佩雷斯·加佐拉（Daniella Ferrante Perez Gazolla，1970年8月11日 - 1992年12月28日）是一位巴西女演员、舞者。 

## 生平
佩雷斯生于里约热内卢。五岁时，她开始跳舞。後來開始演電視劇。她在演電視劇時認識了演员劳尔·加佐拉 (Raul Gazolla) 並且結婚。
她在演一部電視劇時，另一位叫作吉列尔梅·德帕多瓦（Guilherme de Pádua）的演員覺得自己的戲份太少，是編劇故意刪減他的戲份，而丹妮拉·佩雷斯又是電視劇編劇的女兒，吉列尔梅·德帕多瓦試圖威脅丹妮拉·佩雷斯讓她為自己爭取更多的戲份，結果自己的戲份又被編劇刪減。吉列尔梅·德帕多瓦不滿，於是和自己的妻子共同伏擊佩雷斯並將其殺死。包括颈部、肺部和心脏在內，佩雷斯一共被捅了18刀。